# Aglossorrhyncha fruticicola
Aglossorrhyncha fruticicola är en orkidéart som beskrevs av Johannes Jacobus Smith. Aglossorrhyncha fruticicola ingår i släktet Aglossorrhyncha och familjen orkidéer. Inga underarter finns listade i Catalogue of Life.